# Wilhelm Rau
Wilhelm Ellis Rau (ur. w 1825 w Moguncji, zm. 9 kwietnia 1899 we Frankfurcie nad Menem) – przemysłowiec, bankier, kalwinista.

## Życiorys
Syn Mikołaja (kapitana reńskiego parowca) i Zuzanny z Hildebrandtów. Szkołę średnią ukończył w Moguncji, później przebywał na praktykach w Anglii, w zakładach Cockerilla. Za namową swego stryja, który był dyrektorem fabryki na Solcu, osiedlił się w Warszawie. W latach 1841–1855 był administratorem Rządowej Fabryki Machin na Solcu. W czasie wojny krymskiej przejął, wraz z Stanisławem Lilpopem, 60% udziałów w firmie, przekształconej później w zakłady Lilpop, Rau i Loewenstein w Warszawie (1868). Był twórcą lub udziałowcem kilku innych przedsiębiorstw, miał dobra ziemskie w powiecie rówieńskim. Jego majątek oceniano na 40 milionów rubli.
Aktywnie udzielał się w organizacjach przemysłowców, był założycielem Towarzystwa Metalurgicznego Dnieprowskiego (ok. 1887). Fundator ogródków dziecięcych. W Warszawie wybudował sobie pałacyk zaprojektowany przez Leandro Marconiego.
Pod koniec życia osiedlił się we Frankfurcie nad Menem, gdzie zmarł i został pochowany.

## Źródła
- iPSB